# Малайзия на зимних Олимпийских играх 2018
Малайзия на зимних Олимпийских играх 2018 года была представлена 2 спортсменами в 2 видах спорта. Малайзия впервые в истории принимала участие в зимних Олимпийских играх.

## Состав сборной
Горнолыжный спорт
1. Джеффри Уэбб

 Фигурное катание
1. Джулиан И

## Результаты соревнований

### Коньковые виды спорта

#### Фигурное катание
Большинство олимпийских лицензий на Игры 2018 года были распределены по результатам выступления спортсменов в рамках чемпионата мира 2017 года. По его итогам сборная Малайзии не смогла завоевать ни одной лицензии. Для получения недостающих олимпийских квот необходимо было успешно выступить на турнире Nebelhorn Trophy, где нужно было попасть в число 4-6 сильнейших в зависимости от дисциплины. По итогам трёх дней соревнований спортсменам Малайзии удалось завоевать лицензию в мужском одиночном катании. Её принёс Джулиан И, занявший на турнире шестое место.
| Соревнование              | Спортсмены | Короткая программа | Короткая программа | Произвольная программа | Произвольная программа | Всего        | Всего |
| Соревнование              | Спортсмены | Сумма баллов       | Место              | Сумма баллов           | Место                  | Сумма баллов | Место |
| ------------------------- | ---------- | ------------------ | ------------------ | ---------------------- | ---------------------- | ------------ | ----- |
| мужское одиночное катание | Джулиан И  | 73,58              | 25                 | завершил выступление   | завершил выступление   | 73,58        | 25    |

### Лыжные виды спорта

#### Горнолыжный спорт
Квалификация спортсменов для участия в Олимпийских играх осуществлялась на основании специального квалификационного рейтинга FIS по состоянию на 21 января 2018 года. При этом НОК для участия в Олимпийских играх мог выбрать только того спортсмена, который вошёл в топ-500 олимпийского рейтинга в своей дисциплине, и при этом имел определённое количество очков, согласно квалификационной таблице. Страны, не имеющие участников в числе 500 сильнейших спортсменов, могли претендовать только на квоты категории «B» в технических дисциплинах. По итогам квалификационного отбора сборная Малайзии завоевала олимпийскую лицензию категории «B» в мужских соревнованиях, благодаря удачным выступлениям Джеффри Уэбба.
Мужчины
| Соревнование      | Спортсмены   | Скоростной спуск/ 1 спуск | Скоростной спуск/ 1 спуск | Слалом/ 2 спуск      | Слалом/ 2 спуск      | Всего                | Место                | Отставание           |
| Соревнование      | Спортсмены   | Время                     | Место                     | Время                | Место                | Всего                | Место                | Отставание           |
| ----------------- | ------------ | ------------------------- | ------------------------- | -------------------- | -------------------- | -------------------- | -------------------- | -------------------- |
| слалом            | Джеффри Уэбб | DNF                       | DNF                       | завершил выступление | завершил выступление | завершил выступление | завершил выступление | завершил выступление |
| гигантский слалом | Джеффри Уэбб | 1:23,83                   | 78                        | 1:23,84              | 70                   | 2:47,67              | 68                   | +29,63               |